# Lutjanus agennes
Lutjanus agennes is een straalvinnige vissensoort uit de familie van snappers (Lutjanidae). De wetenschappelijke naam van de soort is voor het eerst geldig gepubliceerd in 1863 door Bleeker.